# 互联网用语
網際網路用语，是由网民创造於網路交流中使用的一种媒体语言。它广泛地出现在聊天、網絡論壇（BBS）等各种互联网应用场合，代表了一定的互联网文化，并渗透到现实生活中，对人们的生活产生了一定影响。互联网用语来源广泛，多取材于方言俗语、各门外语、缩略语、谐音、誤植、甚至以符號合併以達至象形效果等等，屬於混合语言，通常使用注音文、拼音首字母或火星文。而且由于语言及文化的不同，而形成了各种不同的、具有地方特色的互联网语言。一类网络用语采用的文字字形怪異，稱為火星文。
使用互联网用语除了可以表达幽默以外，有時亦是为了逃避如防火长城的关键词过滤系统的审查。

## 分類

### 縮寫或简称
縮寫常見於英语等使用拼音文字的语言，例如以「bbl」代表英文的「be back later」、以「tmr」代表「tomorrow」以及以「GG」代表「好比賽(Good Game)、認輸」等。
在中國，縮寫现象也以简称的形式经常出现在使用语素文字汉字的汉语中。例如，用“強退”表示“强行退出”、用“躺枪”表示“躺着也中枪”等。同时，网民还通过简称自创了不少诸如“不明觉厉”（虽然不明白是什么，但是感觉很厉害的样子）、“细思极恐”（仔细思考，觉得恐怖至极）之类形式上类似成语的四字词组。此外，汉字的拉丁字母形式汉语拼音也常常被缩写，如“美眉”（妹妹；měi méi）被缩写成“MM”。

### 諧音
例如以「cu」代表「see you」、「斑竹」代表「版主」、“腐竹”代表“服主”。还有一些带有数字乃至纯数字的谐音，如以「3Q」代表「thank you」、「517」代表「我要去」、「597」代表「我就去」、「7456」代表「气死我了」、「885」代表「帮帮我」、「886」代表「拜拜了」、“u1s1”代表“有一说一”。
逃避关键词过滤系统也是使用谐音词的理由之一。常見的有如：“草泥马”谐音脏话“肏你妈”，“卧槽”谐音脏话“我肏”，“马勒戈壁”谐音脏话“妈了个屄”，“河蟹”谐音“和谐”，以及“光腚肿菊”代表已经被中國政府視作網路敏感词汇的“广电总局”。由于以上词语可能不代表发泄类词汇，从而无从过滤（如不能直接过滤所有“靠”字，该字可能代表依靠，也可以是髒話諧音），但一部分关键字过滤系统也会将一些简单的谐音词反推回原词，从而过滤谐音词。（如将“颗学上网”中的“颗”反推回“科”从而过滤谐音词）。
「母湯喔」取自台語的諧音，為「毋通」（m̄-thang）的誤字，也就是國語的「不要喔！」，屬於誤字流傳成習。

### 使用符号词
例如表示微笑的「:)」表示難過的「:(」，以及XD、Orz等。

### 旧词新意
赋予现有词语新的含义。如将“管理员”称作“管理猿”，因为“管理员”与“鹳狸猿”谐音（鹳狸猿也是网络十大神兽之一）。又比如“闪”（离开）、“灌水”（张贴或回复无意义的帖子）、“潜水”（在论坛只看贴不回复）和“裸奔”（未登入帐号即发表帖子）等。

### 英文当拼音再转换
“润”是英文run（逃跑/跑路）看作是汉语拼音rùn，指移民（一般是用非法手段）。

### 文字分割
把文字拆分成偏旁和部首两部分。如将“张”分为“弓”和“长”，“战地4”分为“占”、“戈”。“土”、“也”和「4」。
在中國，这类方法常用于躲避网络敏感词汇的和谐，例如2014年4月11日，英国驻中国大使馆用“人木又”代替“人权”，在微博上公布《2013年人权与民主报告》的中文版。

### 加标点符号
在中國，網友為了逃避关键词过滤系统，常會在一个词的中间加标点符号，比如星号（＊）、叉号（X）或空格等。如：「敏＊感词」、「敏X感词」、「敏 感词」。但一些关键词过滤系统在审查中会将夹在一个词中间的空格省略再进行审查，使得部分此类行为仍然会遭到关键词屏蔽。

## 评价
有人认为，人们应当以积极的态度去对待互联网用语，新词汇的传播主要取决于它自身的生命力，是时代精神的体现。但也有人认为，互联网用语很可能会对传统正规语言产生负面影响。